# Station Beauvoir-sur-Niort
Station is een spoorweghalte in de Franse gemeente Beauvoir-sur-Niort.